# Naima Ababsa
Naïma Ababsa (àrab: نعيمة عبابسة, Naʿīma ʿAbābsa; Alger, 16 d'agost de 1963 - 18 d'abril de 2021) fou una cantant i intèrpret algeriana, coneguda per les seues cançons dedicades sobretot a les dones.

## Biografia

### Família
La menor de cinc germans, Naïma Ababsa provenia d'una família d'artistes de la wilaya de Biskra. Son pare, Abdelhamid Ababsa, fou autor, compositor, intèrpret i cantant famós a l'estil beduí o sahrauí. La seua versió de la cançó popular Hiziya sobre la passió amorosa del poeta Mohamed ben Guittoun fou el seu èxit més gran. Sa mare, Fàtima Zohra, germana de la cantant Leïla Djazaïria, formava part d'una popular orquestra algeriana. La seua germana, Fella Ababsa, també és una cantant reconeguda com l'estrela de la cançó algeriana i oriental en general.

### Carrera
Naïma tingué contacte amb l'art dels seus pares des de menuda. Va debutar als 4 anys tocant el piano. Al 1977, Naïma comença oficialment la carrera artística unint-se a l'orquestra de sa mare com a instrumentista. Als 14 anys, el seu pare va descobrir la seua veu melodiosa i la seua energia escènica. Així, Naïma Ababsa va començar a cantar, alhora que es feia famosa fora de les fronteres d'Algèria.

### Estil musical
Naïma Ababsa tenia un repertori molt variat i experimentà amb gèneres musicals sovint considerats purament masculins. Va interpretar un repertori molt ampli amb diferents registres que va reviure i enriquir al seu gust. La cantant és una icona per als algerians en els estils chaâbi i haouzi, tot i que també interpreta altres estils musicals del nord d'Àfrica.

### Homenatges
Va retre homenatge a Lounès Matoub a París en un concert organitzat per alguns artistes cantant el repertori chaoui a l'escenari de Bercy l'any 2000.
Participà en l'homenatge a la cantant Seloua a Alger, al Teatre Nacional Algerià Mahieddine-Bachtarzi l'any 2008.

### Festivals
Naïma Ababsa ha aconseguit el seu gran èxit amb concerts i gires destinades a promocionar la cultura algeriana. L'any 1999, la cantant feu els primers concerts a l'estat francés i va seduir els joves fans europeus amb la seua veu i la seua energia a l'escenari. El 2018, la convidaren al Festival Internacional de Música de Timgad. Va participar en la 8a edició del Festival Orientalys de Montreal el 2018, on va adaptar un nou estil modern proper a la música tecno.

## Àlbums
Naïma Ababsa feia temps que es negava a enregistrar cap cançó a l'estudi perquè preferia el contacte amb el públic. Només l'any 1998, a causa d'una malaltia, va canviar de perspectiva i va gravar les seues peces. Des de llavors ha tingut una discografia molt rica: vuit àlbums i un centenar de cançons. Tot seguit hi ha alguns dels títols de Naïma, del gran repertori de la cançó algeriana:
- La Star du Chaoui, 30 de novembre del 1998, que inclou 7 cançons.
- Sahara, 1 de desembre del 1999, compost de 7 temes.
- Songs of the East, publicat l'1 de maig del 2001, amb 10 temes.
- Apassionadament, 5 de novembre del 2001, amb 9 títols.
- Hawzi Special Weddings, Massaamaa d'Alger, del 2003, per a la celebració de cerimònies de noces.
- Ya Dzayer, del 2004, amb 12 cançons d'Alger.
- Ya khti, del 2010.[8]
- Chansons d'Algérie, del 2013, amb 8 cançons d'estil haouzi.
- Chyoukh Bladna , del 2015.
- Hizia del 2017, àlbum que inclou 18 cançons d'estil naili (cançó i música de l'àrea d'Ouled Nail - Djelfa), assimi, sahrauí, tergui i la cançó Hizia.[9]